# Sion Segre Amar
Sion Segre Amar (* 19. Mai 1910 in Turin; † 4. September 2003 ebenda) war ein italienischer Autor.
Segre Amar war der Sohn einer jüdischen Familie, die in Mailand lebte. Er studierte am Liceo classico Massimo d'Azeglio und war Mitglied der politischen Partei Giustizia e Libertà, weshalb er inhaftiert wurde. Er überlebte den Holocaust, indem er 1939 in das Völkerbundsmandat für Palästina flüchtete.

## Werke
- Amico mio e non della ventura, 1990
- Il logogrifo, 1990
- Il mio ghetto, 1996